# Tomislav Sokol
Tomislav Sokol (ur. 20 września 1982 w Zagrzebiu) – chorwacki polityk, prawnik i nauczyciel akademicki, działacz Chorwackiej Wspólnoty Demokratycznej (HDZ), poseł do Zgromadzenia Chorwackiego, deputowany do Parlamentu Europejskiego IX i X kadencji.

## Życiorys
W 2006 został absolwentem prawa na Uniwersytecie w Zagrzebiu. Kształcił się następnie na Katholieke Universiteit Leuven, gdzie w 2009 ukończył program LLM, a w 2014 doktoryzował się w zakresie prawa. Pracował przez niespełna rok jako stażysta w kancelarii prawniczej. W 2007 został nauczycielem akademickim w ZŠEM, prywatnej uczelni specjalizującej się w ekonomii i zarządzaniu. W 2014 objął na niej kierownictwo katedry. Został też docentem na uniwersytecie Hrvatsko katoličko sveučilište.
Nawiązał współpracę z Chorwacką Wspólnotą Demokratyczną, został sekretarzem do spraw międzynarodowych w organizacji skupiającej związanych z HDZ naukowców. W 2017 powołany na asystenta ministra nauki i edukacji. Jeszcze w tym samym roku objął wakujący mandat poselski zwolniony przez Jasena Mesicia. W 2019 został natomiast wybrany w skład Parlamentu Europejskiego IX kadencji. W 2024 utrzymał mandat na kolejną kadencję PE (gdy Dubravka Šuica zrezygnowała z jego objęcia).